# Utica Comets
Utica Comets är ett ishockeylag i Utica, New York. Laget spelar i den norra divisionen i den västra konferensen av American Hockey League (AHL). Från premiärsäsongen 2013/2014 spelar laget i Utica Memorial Auditorium, som AHL-samarbetspartner till Vancouver Canucks i National Hockey League. Comets är det andra AHL-laget baserat i Utica; Utica Devils spelade i staden från 1987 till 1993 och var anslutna till New Jersey Devils.

## Historia
Klubben är ett av de äldsta professionella ishockeylagen och bildades 1932 som Quebec Beavers. År 1935 flyttade klubben till Springfield och blev då Springfield Indians. Förutom som Indians har laget varit känt som Syracuse Warriors, Spring Kings, Worcester IceCats och senast som Peoria Rivermen. Rivermen-varumärket köptes av Canucks Sport and Entertainment (CS&E), ägare av NHL-laget Vancouver Canucks, i en affär som tillkännagavs den 29 mars 2013 och godkändes av AHL den 18 april.
Efter att ha köpt upp Rivermen gjorde CS&E gällande att de hade för avsikt att få laget närmare Vancouver. Den inledande inriktningen var Abbotsford, som var hem för Calgary Flames AHL-lag Abbotsford Heat. Heat hade samtidigt ryktats att flytta till Utica, New York. Förhandlingarna mellan Canucks och Abbotsford avbröts den 22 april och Heat blev kvar i staden. Rapporter i media spekulerade i att Canucks skulle flytta laget till Vancouver och dela på Rogers Arena, som också ägs av CS&E, med Canucks. Detta visade sig omöjligt eftersom Vancouver är inom Abbotsfords 70 km-radie enligt stadgarna från AHL. En plan för att få laget att spela i Seattles KeyArena förkastades av NHL eftersom Seattle enligt uppgift var en kandidat att ta över Phoenix Coyotes, men Coyotes har sedan dess hittat en ny ägare med avsikt att behålla laget kvar i Arizona.
I mitten av maj 2013 var CS&E:s alternativ för laget krympande; de övervägde vara kvar i Peoria, men meddelade den 13 maj att alternativet inte längre var aktuellt och Rivermen ersattes av ett Southern Professional Hockey League (SPHL)-lag med samma namn. CS&E övervägde även att försätta laget i dvala för AHL-säsongen 2013/2014 och att Canucks skulle få låna sina AHL-spelare till andra lag. Med en förlängd tidsfrist från AHL för att hitta ett nytt hem, gick CS&E med på en uppgörelse med Utica, New York att flytta laget till stadens nyrenoverade Memorial Auditorium. Affären bekräftades den 14 juni med ett officiellt uttalande där det nya namnet Utica Comets, samarbetspartners samt logotyp och tröjor mönstrade efter Canucks blå-grön-silvriga färgschema tillkännagav.
Efter grundandet började CS&E anställa personal för att driva laget. Travis Green blev den första huvudtränare i lagets historia, Paul Jerrard och Nolan Baumgartner utsågs till assisterande tränare och Pat Conacher anställdes som sportchef. Utica spelade sin första match den 11 oktober 2013, en 4–1–förlust mot Rochester Americans. Pascal Pelletier gjorde det första målet i Comets historia. Utica förlorade två matcher innan de gjorde sin hemmadebut. Inför matchen hedrade Comets regionens hockeyhistoria med ett bildspel, Gordie Howe släppte den ceremoniella pucken och Hanson Brothers från filmen Slap Shot gjorde ett framträdande. Utica förlorade matchen med 4–1 mot Albany Devils. En vecka efter hemmapremiären utsågs Colin Stuart till Utica Comets första lagkapten.